# Comuna Hrîhoro-Ivanivka, Nijîn
Hrîhoro-Ivanivka (în ucraineană Григоро-Іванівка) este o comună în raionul Nijîn, regiunea Cernihiv, Ucraina, formată din satele Hrîhoro-Ivanivka (reședința) și Kropîvne.

## Demografie
Componența lingvistică a comunei Hrîhoro-Ivanivka
     Ucraineană (98,63%)
     Rusă (1,31%)
Conform recensământului din 2001, majoritatea populației comunei Hrîhoro-Ivanivka era vorbitoare de ucraineană (98,63%), existând în minoritate și vorbitori de rusă (1,31%).